# 東あずま駅
東あずま駅（ひがしあずまえき）は、東京都墨田区立花四丁目にある、東武鉄道亀戸線の駅である。駅番号はTS 42。墨田区最東端の駅。

## 歴史

### 年表
- 1928年（昭和3年）4月15日：平井街道駅（ひらいかいどうえき）として開設[1]。
- 1945年（昭和20年）3月10日：東京大空襲により被災、その後廃止[1]。
- 1956年（昭和31年）5月20日：東あずま駅として再開設[1]。

### 駅名の由来
駅名は付近一帯がかつて吾嬬町であったことに由来し、周辺の学校や吾嬬神社にその地名が残っている。

## 駅構造

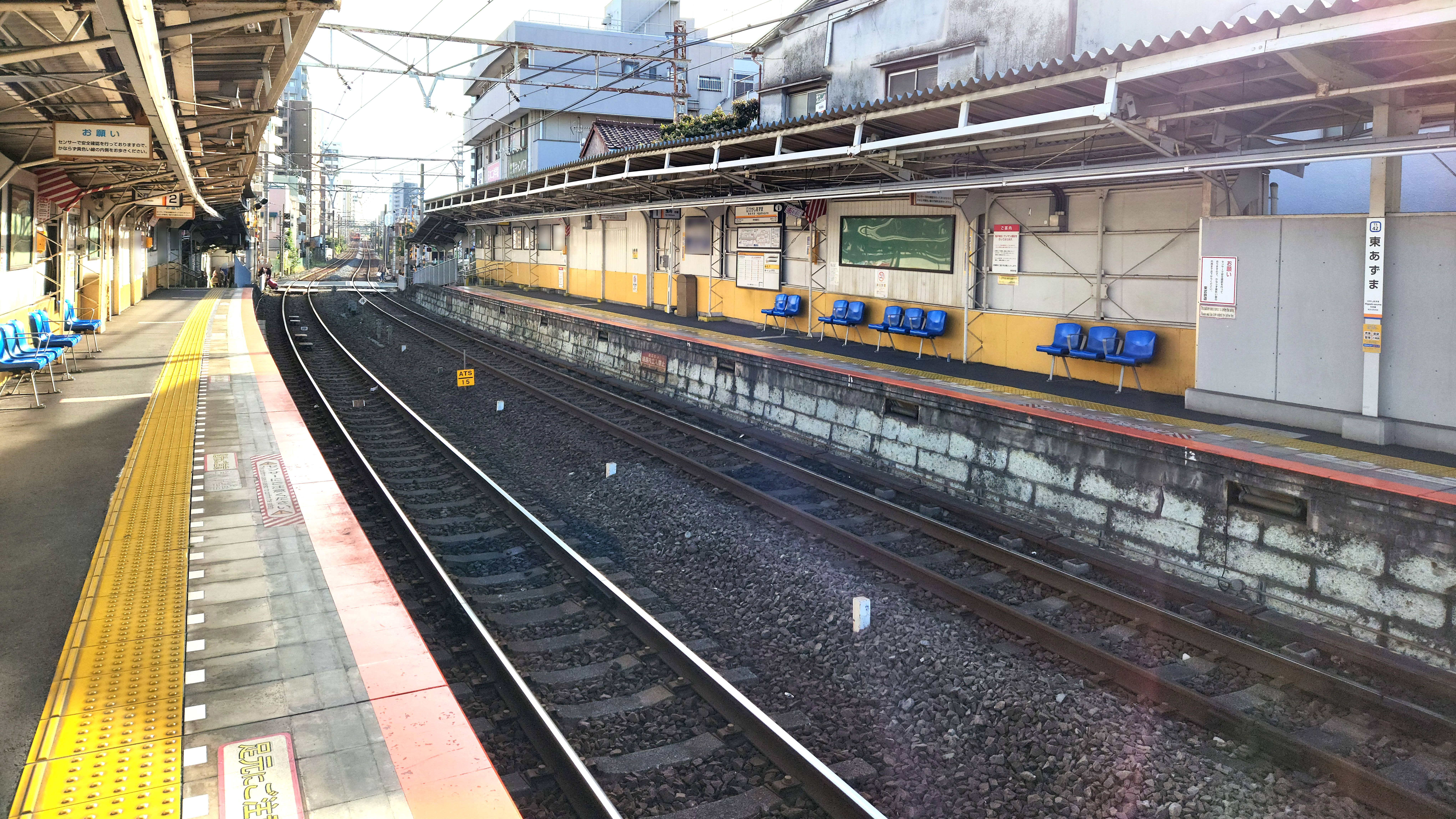
ホーム（2022年12月3日）

相対式ホーム2面2線を有する地上駅。駅舎は亀戸方面ホーム亀戸水神寄りにあり、両ホームは構内踏切で連絡している。

### のりば
| 番線 | 路線   | 方向 | 行先     |
| ---- | ------ | ---- | -------- |
| 1    | 亀戸線 | 上り | 曳舟方面 |
| 2    | 亀戸線 | 下り | 亀戸方面 |

## 利用状況
2024年度（令和6年度）の1日平均乗降人員は7,938人である。亀戸線では小村井駅に次ぐ第4位。
近年の1日平均乗降人員・乗車人員の推移は以下の通り。
| 年度               | 1日平均 乗降人員 | 1日平均 乗車人員 | 出典       |
| ------------------ | ---------------- | ---------------- | ---------- |
| 1992年（平成04年） |                  | 4,992            | [ * 2 ]    |
| 1993年（平成05年） |                  | 4,962            | [ * 3 ]    |
| 1994年（平成06年） |                  | 4,737            | [ * 4 ]    |
| 1995年（平成07年） |                  | 4,620            | [ * 5 ]    |
| 1996年（平成08年） |                  | 4,526            | [ * 6 ]    |
| 1997年（平成09年） |                  | 4,444            | [ * 7 ]    |
| 1998年（平成10年） |                  | 4,219            | [ * 8 ]    |
| 1999年（平成11年） |                  | 3,962            | [ * 9 ]    |
| 2000年（平成12年） |                  | 3,781            | [ * 10 ]   |
| 2001年（平成13年） |                  | 3,726            | [ * 11 ]   |
| 2002年（平成14年） |                  | 3,608            | [ * 12 ]   |
| 2003年（平成15年） | 6,997            | 3,577            | [ * 13 ]   |
| 2004年（平成16年） | 6,929            | 3,537            | [ * 14 ]   |
| 2005年（平成17年） | 6,832            | 3,490            | [ * 15 ]   |
| 2006年（平成18年） | 6,770            | 3,463            | [ * 16 ]   |
| 2007年（平成19年） | 7,061            | 3,601            | [ * 17 ]   |
| 2008年（平成20年） | 7,069            | 3,608            | [ * 18 ]   |
| 2009年（平成21年） | 7,032            | 3,578            | [ * 19 ]   |
| 2010年（平成22年） | 6,905            |                  |            |
| 2011年（平成23年） | 6,930            |                  |            |
| 2012年（平成24年） | 7,162            |                  |            |
| 2013年（平成25年） | 7,186            |                  |            |
| 2014年（平成26年） | 7,180            |                  |            |
| 2015年（平成27年） | 7,465            |                  |            |
| 2016年（平成28年） | 7,625            |                  |            |
| 2017年（平成29年） | 7,940            |                  |            |
| 2018年（平成30年） | 8,099            |                  |            |
| 2019年（令和元年） | 8,061            |                  | [ 東武 3 ] |
| 2020年（令和02年） | 6,228            |                  | [ 東武 4 ] |
| 2021年（令和03年） | 6,686            | 3,408            | [ 東武 5 ] |
| 2022年（令和04年） | 7,226            | 3,689            | [ 東武 6 ] |
| 2023年（令和05年） | 7,504            | 3,834            | [ 東武 7 ] |
| 2024年（令和06年） | 7,938            | 4,050            | [ 東武 1 ] |

## 駅周辺
- 丸八通り
- 蔵前橋通り
- 東あずま公園
- 墨田区立東吾嬬小学校
- 東京都立橘高等学校
- 立花一丁目団地
  - 墨田立花団地内郵便局

## バス路線
最寄りのバス停は「東あずま駅」停留所である。
- 墨田区内循環バス「すみだ百景 すみまるくん・すみりんちゃん」北東部ルート：立花四丁目・八広方面（京成バス）

## 隣の駅
東武鉄道
 亀戸線
小村井駅 (TS 41) - 東あずま駅 (TS 42) - 亀戸水神駅 (TS 43)